# Gawrony (gromada w powiecie opoczyńskim)
Gawrony – dawna gromada, czyli najmniejsza jednostka podziału terytorialnego Polskiej Rzeczypospolitej Ludowej w latach 1954–1972.
Gromady, z gromadzkimi radami narodowymi (GRN) jako organami władzy najniższego stopnia na wsi, funkcjonowały od reformy reorganizującej administrację wiejską przeprowadzonej jesienią 1954 do momentu ich zniesienia z dniem 1 stycznia 1973, tym samym wypierając organizację gminną w latach 1954–1972.
Gromadę Gawrony z siedzibą GRN w Gawronach utworzono – jako jedną z 8759 gromad na obszarze Polski – w powiecie opoczyńskim w woj. kieleckim, na mocy uchwały nr 13g/54 WRN w Kielcach z dnia 29 września 1954. W skład jednostki weszły obszary dotychczasowych gromad Gawrony, Januszewice i Kliny ze zniesionej gminy Opoczno oraz Kunice ze zniesionej gminy Kuniczki w tymże powiecie. Dla gromady ustalono 14 członków gromadzkiej rady narodowej.
31 grudnia 1959 z gromady Gawrony wyłączono część obszaru wsi Januszewice, włączając ją do miasta Opoczno.
Gromadę zniesiono 1 stycznia 1969, a jej obszar włączono do gromad Szadkowice (wsie Gawrony i Kunice) i Opoczno (wsie Januszewice i Kliny).